# آنا ووكر (موظفة مدنية)
آنا ووكر (بالإنجليزية: Anna Walker)‏ هي موظفة مدنية بريطانية، ولدت في 1951.